# Adelopsyche
Adelopsyche is een geslacht van vlinders van de familie houtboorders (Cossidae).

## Soorten
- A. frustans Cockerell, 1926
- A. phobifera Dyar, 1937